# Within Deep Dark Chambers
Within Deep Dark Chambers debitantski je studijski album švedskog black metal-sastava Shining. Album je 2000. godine objavila diskografska kuća Selbstmord Services.

## O albumu
Pjesma "Vita Detestabilis" dobila je ime po stihu iz srednjovjekovnog golijardskog spjeva "O Fortuna".

## Popis pjesama
Tekstovi i glazba: Niklas Kvarforth. 
| 1.    | »Reflecting in Solitude«                           | 8:46  |
| 2.    | »Stonelands«                                       | 8:58  |
| 3.    | »Vita Detestabilis« (lat.: Gnusan život)           | 7:34  |
| 4.    | »Ren djävla ångest« (šved.: Čista jebena tjeskoba) | 6:44  |
| 5.    | »Inisis«                                           | 8:12  |
| 6.    | »And Only Silence Remains...«                      | 10:55 |
| 51:09 |                                                    |       |

## Zasluge
| Shining - Niklas Kvarforth – vokali, gitara, klavijature, produkcija, raspored ilustracija, dizajn - Andreas Classen – vokali - Tusk – bas-gitara - Wedebrand – bubnjevi | Ostalo osoblje - A. Wedin – raspored ilustracija, dizajn - Tommy Tägtgren – produkcija, snimanje, miksanje |